# Adam and Evil

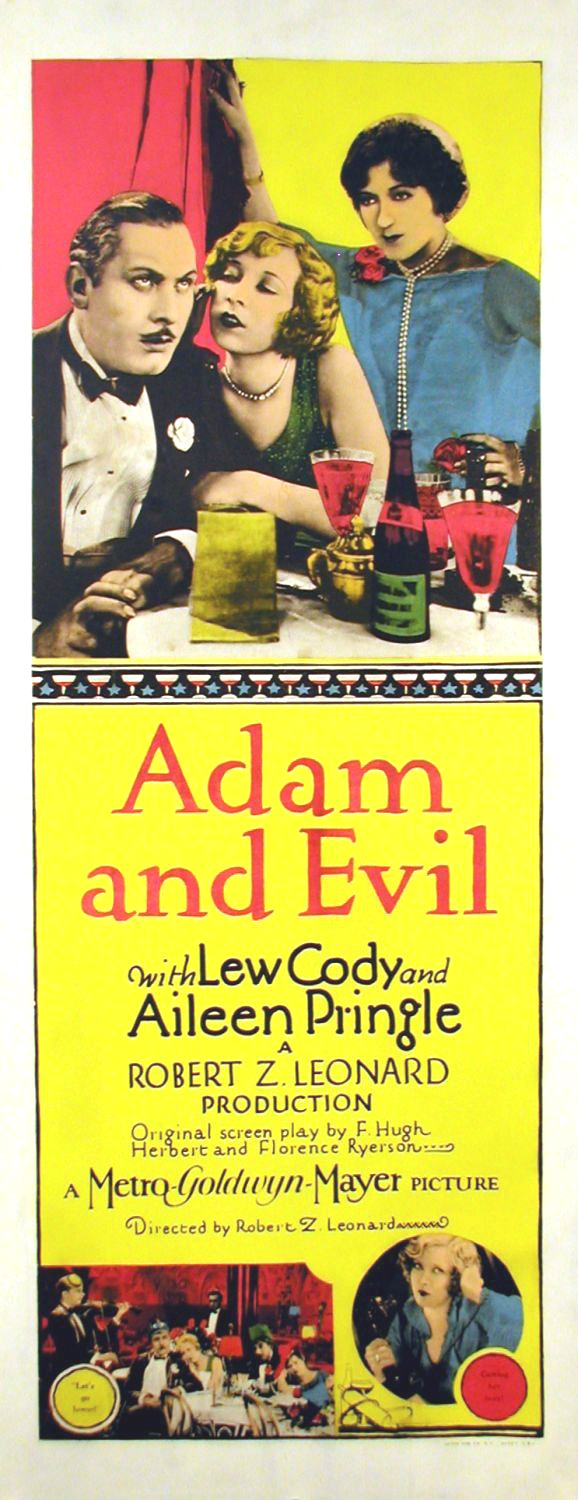
Affiche du film

Adam and Evil est un film américain de comédie, muet et en noir et blanc, réalisé par Robert Z. Leonard et sorti en 1927

## Synopsis
Quand Adam Trevelyan apprend que son frère jumeau, Allan, doit arriver en ville, Adam prend sa place et s'évade de sa vie conjugale dans des escapades coquettes avec Gwen de Vere, une chercheuse d'or. Lorsque la femme d'Adam, Evelyn, apprend son infidélité, Allan arrive et une série de complications s'ensuit. Adam, en faisant des avances inhabituellement passionnées à sa femme, la convainc qu'il est en fait son frère, et quand il rentre à la maison en état d'ébriété, elle refuse de le laisser entrer. Les petits animaux à fourrure sacrifiés à la vanité des femmes désireuses de manteaux de fourrure ont une revanche posthume.

## Fiche technique
- Réalisation : Robert Z. Leonard
- Scénario : F. Hugh Herbert, Florence Ryerson, Ralph Spence
- Photographie : André Barlatier
- Montage : Leslie F. Wilder
- Genre : Comédie[2]
- Production : Metro-Goldwyn-Mayer
- Format : Noir et blanc (teinté), muet, 35 mm, rapport 1.33 : 1
- Durée : 70 minutes (7 bobines)[3]
- Date de sortie :
  - États-Unis : 27 août 1927

## Distribution
- Lew Cody : Adam Trevelyan / Allan Trevelyan
- Aileen Pringle : Evelyn Trevelyan
- Gwen Lee : Gwen De Vere
- Gertrude Short : Dora Dell
- Hedda Hopper : Eleanor Leighton
- Roy D'Arcy	: Mortimer Jenkins